# Jordan Hugill
Jordan Thomas Hugill, född 4 juni 1992 i Middlesbrough, är en engelsk fotbollsspelare som spelar för Rotherham United. Han har tidigare spelat för bland annat Preston North End och Port Vale. Hugill var med när Preston North End blev uppflyttade till Championship.

## Karriär
I augusti 2020 värvades Hugill av Norwich City, där han skrev på ett treårskontrakt. Den 25 augusti 2021 lånades Hugill ut till West Bromwich Albion på ett säsongslån. Den 30 januari 2022 lånades han istället ut till Championship-klubben Cardiff City på ett låneavtal över resten av säsongen 2021/2022.
Den 25 januari 2023 värvades Hugill av Rotherham United, där han skrev på ett 3,5-årskontrakt.